# Nailon

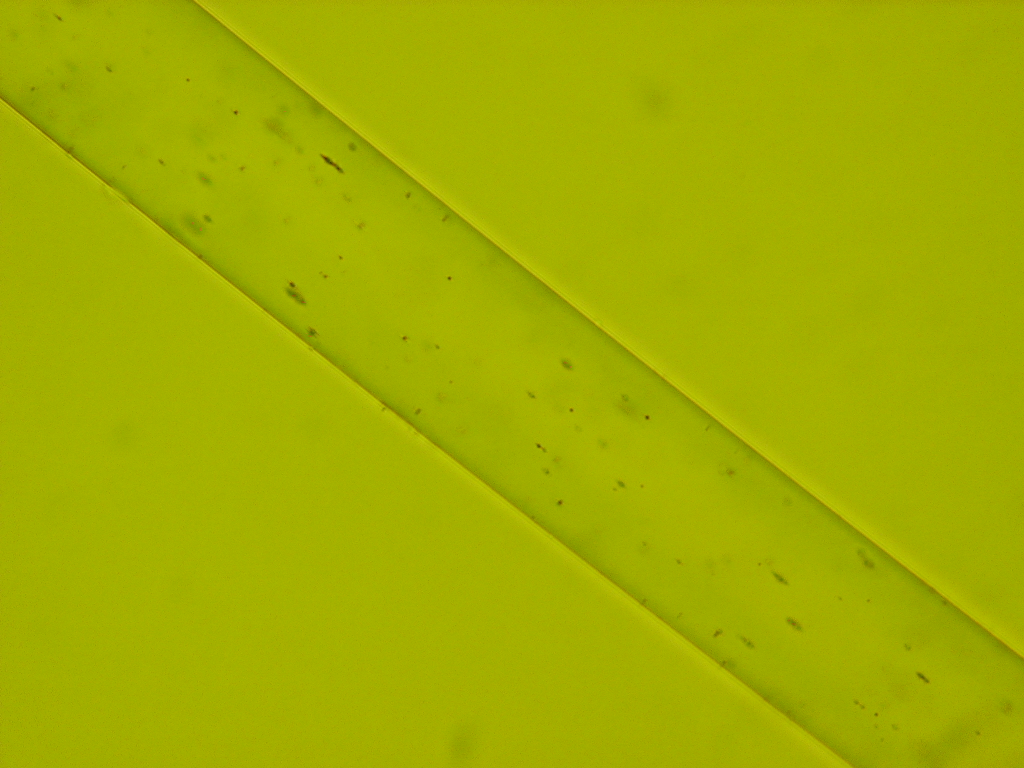
Fibră nailon mărită de 40 de ori

Nailon, scris și nylon, (în engleză nylon, iar în franceză nylon) este nume un generic folosit pentru un grup de fibre textile din polimeri sintetici, cunoscuți sub numele de poliamide. Este primul polimer sintetic care a avut succes comercial, datorită faptului că este ieftin, ușor, fin și tare.

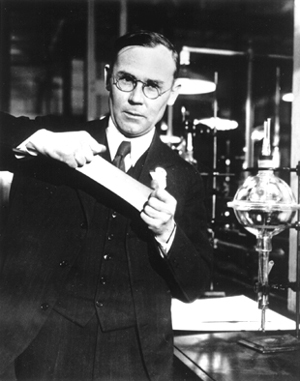
Wallace Carothers

A fost produs pentru prima dată pe data de 28 februarie 1935 de către Wallace Carothers la firma americană DuPont.

## Etimologie
Cuvântul din română nailon / nylon, este un împrumut din limba engleză: nylon. Circulă numeroase etimologii asupra originii cuvântului „nylon”, cum este aceea care afirmă faptul că nylon provine de la NY (New York) și LON (London), sau aceea că provine de la inițialele prenumelor soțiilor inventatorilor.
O alta variantă - destul de plauzibilă - a etimologiei cuvântului explică concurența acerbă dintre americani și japonezi pentru crearea unui polimer ieftin, fin și suficient de tare. Aceasta bătălie dura de câțiva ani și atunci când firma Du Pont a inventat nylonul , cineva din echipă ar fi spus: " now you lose old nipons " ( acum ați pierdut japonezi învechiți ), adică exact cele 5 inițiale N Y L O N. Toată lumea a fost cucerită de idee și astfel a apărut denumirea de "nylon".
Explicația următoare, oferită de mai multe dicționare etimologice (între care cel al lui Dauzat) este destul de plauzibilă: potrivit acestei explicații, este vorba de acronimul format de inițialele prenumelor soțiilor celor cinci chimiști de la DuPont de Nemours care au colaborat la inventarea textilei, și anume :  Nancy, Yvonne, Louella, Olivia și Nina.

## Descriere
Nailonul este un material termoplastic mătăsos, folosit pentru prima dată la fabricarea periuțelor de dinți (1938), apoi la ciorapi de damă (1940).
Actualmente este folosit la fabricarea hainelor, a frânghiilor, a periilor, a corzilor de instrumente muzicale etc.
În timpul celui de-al Doilea Război Mondial a fost folosit în loc de mătase la confecționarea parașutelor. 

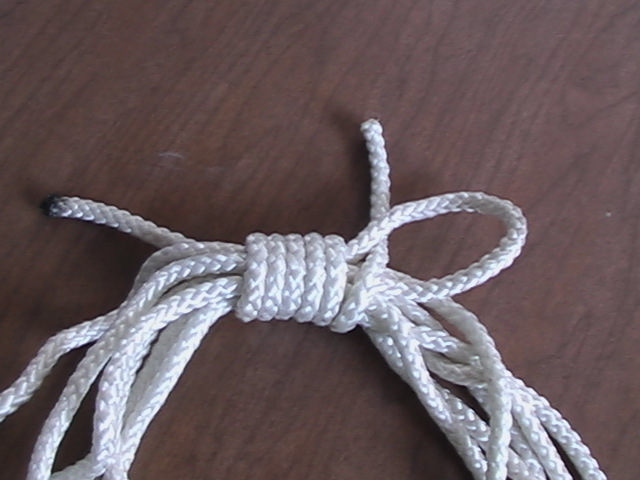
Funie de nailon

## Formulă de reacție
O formulă tipică de reacție este următoarea:
{\displaystyle ...-R-CO-OH+H_{2}N-R'-NH_{2}+HO-CO-R-...\rightarrow }
{\displaystyle \rightarrow 2H_{2}O+...-R-CO-NH-R'-NH-CO-R-...}